# Frederico Westphalen
Frederico Westphalen est une ville brésilienne du nord-ouest de l'État du Rio Grande do Sul. Elle tient son nom d'un ingénieur allemand.

## Géographie
Frederico Westphalen se situe à une latitude de 27° 21' 32" sud et à une longitude de 53° 23' 38" ouest, à une altitude de 566 mètres. Elle est séparée de l'État de Santa Catarina par le río Uruguay.
Sa population était de 27 308 habitants au recensement de 2007. La municipalité s'étend sur 265 km2.
Elle est le principal centre urbain de la microrégion de Frederico Westphalen, dans la mésoregion du Nord-Ouest du Rio Grande do Sul.